# Natividad (Oaxaca)
Natividad es una localidad del estado mexicano de Oaxaca, es la cabecera del municipio de Natividad. Se localiza en la parte de la Sierra Norte en el Estado de Oaxaca y forma parte del Distrito Ixtlán de Juárez. La distancia aproximada que presenta a la ciudad de Oaxaca, capital del estado que lleva su mismo nombre es de unos 75 kilómetros. Natividad se encuentra situado entre las coordenadas geográficas 17° 18' latitud norte del trópico de cáncer y 96° 25' longitud oeste del meridiano de Greenwich.

## Historia
Esta población fue descubierta en 1785 por el Sr. Coronel de los ejércitos reales de don Juan Felipe Hecharri y su descubrimiento fue posterior a las de Castresana, dentro de la jurisdicción de Capulalpan.
Sería interesante conocer el historial del mineral, pero es difícil de saber por falta de documentación. En estas líneas solo se tratará del desenvolvimiento del pueblo.
Los primeros trabajadores fueron, como siguen siendo, habitantes de los pueblos circunvecinos y al principio no hubo necesidad de formar población, transcurriendo así muchas décadas.
En lengua zapoteca se conoció el lugar con el nombre de Schoolubrri, seguramente por los jales que beneficiaban los metales, creemos que no hubo grandes haciendas de beneficio como se vieron en Nolasco, El Socorro, Cinco Señores y Yavesía.
Al finalizar el siglo pasado todavía se veían funcionando dos de estos arrastres. Por aquel tiempo solo se veían las casas de los dirigentes y tres de adobe pertenecientes a una familia de Capulalpam, de apellido Martínez a quienes les apodaban "los chocantes" y a los señores de apellido Mendoza de quienes aún viven sus descendientes.
En periodos de bonanza, el modesto centro cobraba animación, especialmente los sábados, que era día de pago y los domingos señalados como días de plaza, despoblándose en cambio en los periodos de crisis. Nadie se preocupa por edificar habitaciones, porque ninguno estaba seguro de la constancia de sus trabajos.
En la última década del siglo pasado, cuando se vio que la empresa instalaba en forma definitiva la hacienda de beneficio, los trabajadores y más que ellos, los obreros y empleados permanentes sintieron la necesidad de locales para acomodar a sus familias y fue entonces cuando se impuso la necesidad de construirlas, no importando que fueran de material ligero.
Por la carencia de sitios apropiados, los jacales se instalan en las laderas, para lo cual se veían obligados a hacer retajes con reducidas calles, que eran constante amenaza para el transeúnte, el sitio que actualmente hace las veces del centro seguía ocupado por siembra de maíz. El dueño o dueños de los predios, jamás consintieron en venderlos; construían los jacales y los rentaban por semanas.
El lugar carecía de autoridades propias, porque las tres familias nativas y los pocos que se acomodaban no las necesitaban. Las de Capulalpam se tomaban poco interés en cuidar el orden durante los fines de semana y así se explicaba la anarquía reinante.
Por el año 1904 se sabía que un agente de policía gobernaba a la naciente población, cargo que era desempeñado por algún hombre de las tres familias nativas o excepcionalmente por alguien extraño con mayor arraigo. Este funcionario desempeñaba sus actividades en plena calle o patio de su casa, el sello y el bastón eran sus prendas inseparables. Ante el clamor de sus habitantes y de la empresa, la jefatura política del distrito mandaba a algún policía para mantener el orden los días sábados y domingos.
El mercado se hacía desde la entrada del patio de la mina hasta más allá del puente de madera que daba paso a Xiacui en plena calle, durante los temporales este era un positivo maremagnum de lodo y suciedad.
En años posteriores, la categoría de la autoridad fue elevada a la de agente municipal, pero siempre sujeta a la de Capulalpam.
Los residentes permanentes pugnaban por adquirir la categoría de pueblo, para ello se agrupan y organizan actos cívicos, sociales y religiosos, eligiendo su modesta casa municipal con la respectiva cárcel, la capilla y reclamando su escuela; los niños concurrían a las de los pueblos vecinos y algunos de ellos a la de Ixtlán de Juárez.
En ese periodo trabajaba en la empresa como minero en jefe el señor don Asunción Martínez, quien comenzó a organizar a los obreros en sociedad cívico-mutualista, esta organización levanta un obelisco en Guelatao. Con la separación de don Asunción Martínez llegaron las inquietudes sindicales, que plantearon la primera huelga; esto ocasionó un incendió en la empresa saliendo perjudicados tanto la misma como los trabajadores.
Durante su crecimiento, la población no obedecía plan alguno, rentaban unos cuantos metros de terreno instalándose en el mismo lugar en que los adquirían, conformándose con tener una estrecha vereda para llegar a ellos. Esto pésimos antecedentes están a la vista, el terreno es tan escabroso y accidentado, que han muerto personas como consecuencia de un resbalón que los conduce hasta el fondo del arroyo.
Carecían de toda comodidad, los jacales eran abigarrados, el agua que se les proporcionaba del Camino a Nolasco era mínima y para las demás necesidades aprovechaban siempre el agua sucia del río, la falta de baños era un verdadero problema, se ocupaban a los panteones circunvecinos y sus alrededores, los cuales estaban convertidos en campos fétidos por tanta deyección.
Las familias dependían de lo que buenamente les llevaba el comercio cada semana, los alimentos se conseguían con mayor dificultad, siendo además de pobres, costosos e inseguros, si se suscitaba una interrupción ligera se planteaba un verdadero conflicto por escasez de éstos. Todo lo recibían de los pueblos de la Comarca y Del Valle transportándolo en burros los días viernes.
De 1911 en adelante se presentan los primeros síntomas revolucionarios y las inquietudes se inician, los residentes de las poblaciones cercanas regresan a sus lugares quedando solo los extraños, esto se agrava al año siguiente con la sublevación del pueblo de Ixtepeji.
En los años siguientes la situación empeora y la suspensión con relativa frecuencia del ferrocarril que conduce a la ciudad de Oaxaca, priva a la empresa de artículos indispensables para la industria, los trabajos decaen sensiblemente, agravándose esto en el ingreso de algunos trabajadores nativos en las filas rebeldes o revolucionarias, lo que crea recelo en la misma empresa.
La revolución llega en 1916 y el problema se hace más difícil todavía, la mina es incautada y aunque sigue trabajando lo hace con deficiencia, la raya se paga con papel moneda y como consecuencia se presenta la inflación, la cual se remedia con cuando se restablece la moneda de plata. Natividad entra así en un periodo de decadencia al grado de reducirse su población a la quinta parte.
En 1920 pasa la mala racha, la empresa vuelve a recoger la negociación y se inician de nuevo los trabajos, que se ven como compensados con una época de bonanza que se presenta. El optimismo vuelve y los trabajadores junto con sus familias regresan y Natividad resucita.
Parece que la ruda prueba abre nuevos cauces a las ambiciones de mejoramiento que reclaman para si los trabajadores. Los sindicatos renacen al amparo de la nueva constitución y se inician las exigencias a la empresa, que tiene que ceder por el riesgo que corre de crearse mayores problemas.
Con la vigencia de la nueva Constitución del Estado, Natividad como agencia municipal se incorpora a Xiacui. Ya tiene conciencia de su valor cívico y ahora reclama su erección en municipio, lo que se consigue en 1939. Tan pronto como lo obtiene, la autoridad se ve más reforzada y se dedica a mejorar las condiciones colectivas en una serie de obras materiales que marca otra época a el mineral, se construye el panteón, el templo, el edificio municipal, mercado y la escuela.
En años más recientes el servicio postal y telegráfico se instala en el municipio, con la llegada de carretera se conocen los vehículos de motor, quedando así el mineral comunicado con la cabecera del distrito y Oaxaca. Empresa y habitantes ya no dependerían del tardado paso del burro. La penúltima mejora la obtienen con la llegada de la corriente eléctrica desde Lacheni, se ilumina el poblado, planchas y radios modifican la vida hogareña.
Actualmente en la pavimentación de la carretera a Zoogocho, el mejoramiento que han recibido los ramales que circulan los alrededores este pintoresco poblado ha cobrado una nueva fisonomía y ha resurgido como otras tantas comunidades serranas. Sus comercios son florecientes, sus escuelas están atestadas de alumnos, hay muchos profesionistas, se respira un ambiente de tranquilidad entre la sociedad natividense y hay un gran deseo de progreso y bienestar general.
Estamos seguros que este mineral ha rendido mayores utilidades que las más famosas minas de Guanajuato, Hidalgo, San Luis Potosí, Zacatecas y Estado de México. Lo que pasa es que su producción ha tomado un destino diferente y esto, como consiguiente ha ocasionado que los nativos poco hayan aprovechado como correspondencia a la explotación de su propio suelo.